# Translucenza nucale

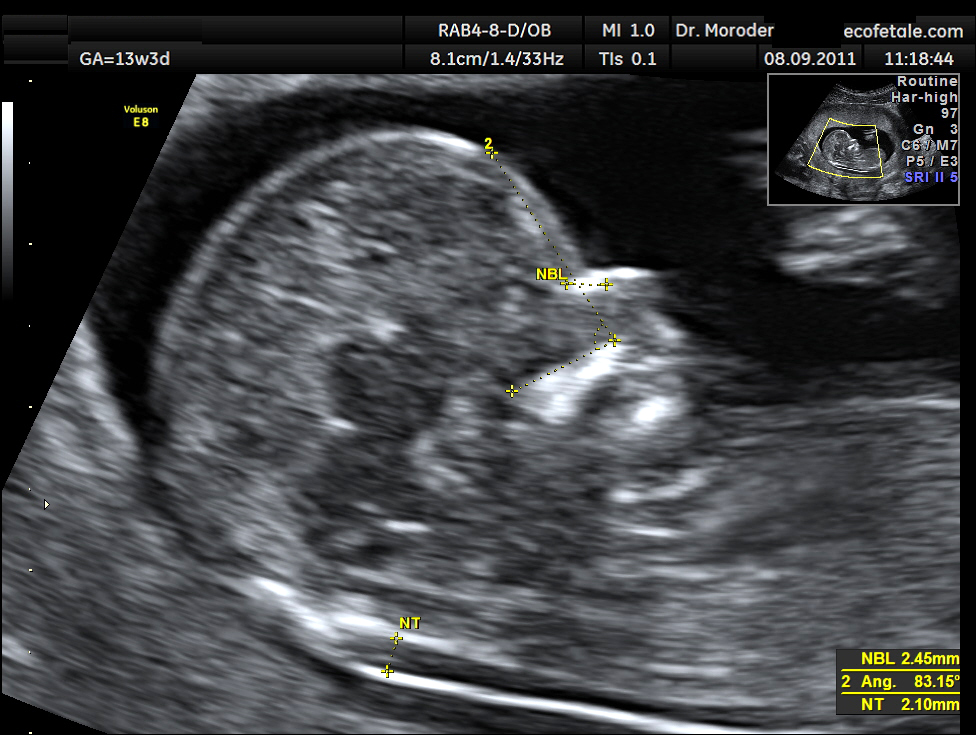
Feto di 13 settimane di gravidanza con misura della translucenza nucale, angolo facciale e osso nasale

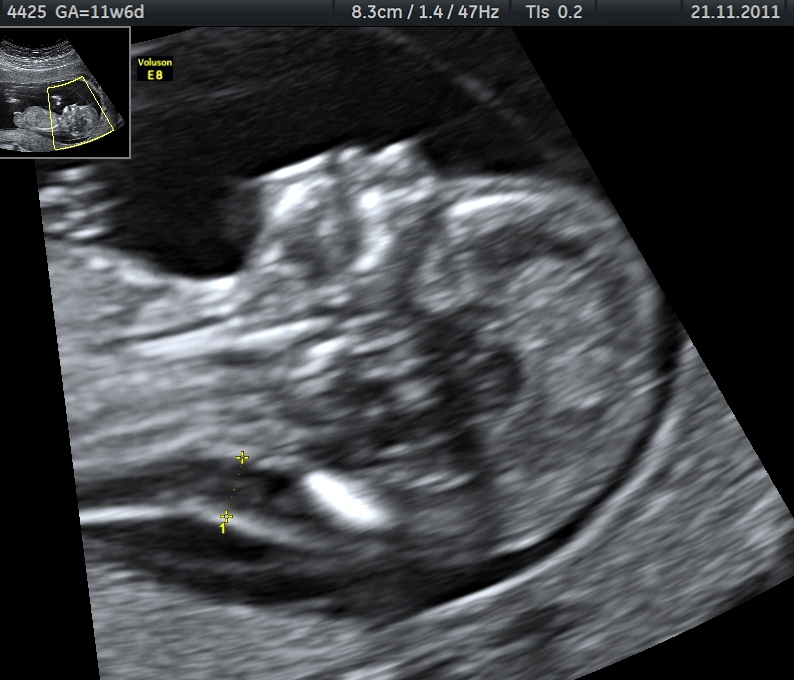
Feto di 11 settimane affetto da sindrome di Down con translucenza nucale aumentata e assenza dell'osso nasale

La translucenza nucale (NT) è una fessura translucida in ecografia a livello della cute nucale del feto. La fessura di liquido è una raccolta di linfa che si osserva in tutti i feti nel primo trimestre di gravidanza. Un aumento dello spessore della translucenza nucale è indice di un aumento di rischio di anomalie cromosomiche, come la sindrome di Down, o di malformazioni fetali.
Viene misurata con un esame ecografico mirato, effettuato nel primo trimestre di gravidanza, tra le settimane 11+0 e 13+6 di gestazione. Nei programmi di screening prenatale delle patologie cromosomiche quali il “test combinato” o il “test integrato” sono previsti anche prelievi di sangue per l'analisi di proteine ed ormoni placentari.

## Significato clinico
Lo spessore della translucenza nucale è proporzionale al rischio di una malattia cromosomica del feto come l'età materna e Beta-HCG libera: uno spessore della translucenza nucale che superi una certa soglia, indicativamente 2,5–3 mm, correla anche con un rischio più alto per il feto di essere affetto non solo da malattie cromosomiche (come ad esempio la sindrome di Down o trisomia 21, la trisomia 18 o la trisomia 13) ma anche da malformazioni cardiache e di altri organi come per esempio la spina bifida, l'onfalocele o l'ernia diaframmatica.
Statisticamente il test della translucenza nucale da solo individua il 60-70% dei feti affetti da sindrome di Down. Questo significa anche che circa i tre quarti di tutti i feti Down hanno una translucenza aumentata, ma approssimativamente uno su quattro di essi presenta uno spessore normale pur essendo effetto da trisomia 21.
La percentuale di test falsamente positivi per quella soglia è circa del 5%. Questo significa che il 5% delle gravide che si sottoporranno al test della NT risulteranno positive ma nel gruppo di queste gestanti selezionale solo una piccola quota (1-2%) avrà un feto affetto da anomalia cromosomica.

## Il test combinato
Il test combinato utilizza la misura della traslucenza nucale, il bitest (dosaggio di PAPP-A e Beta-hCG libera nel sangue materno) e l'età materna per il calcolo del rischio di malattia cromosomica del feto. I risultati del test combinato hanno una maggiore sensibilità per le malattie cromosomiche (circa l'80-90%) e specificità, cioè un minor numero di donne che dovranno sottoporsi all'esame invasivo.
Esistono dei software che permettono il calcolo del rischio delle varie patologie cromosomiche sulla base delle misure fatte e dei risultati del test biochimico.
Il test può calcolare il rischio al momento del parto oppure al momento dell'esecuzione del test, i pochi mesi di differenza possono influenzare il parametro dell'età materna.
Si considera il test positivo quando il rischio calcolato al momento del test ha un risultato uguale o inferiore a 1:300, mentre il valore soglia per la positività è uguale o inferiore a 1:250 quando è calcolato al momento del parto
Il rischio risultante di sindrome di Down del feto è classificato dalla FMF anche come basso se inferiore a 1:1000, medio se è fra 1:1000 e 1:100 ed elevato se è superiore a 1:100. Nel caso di riscontro di rischio medio, si può eseguire di un esame di secondo livello, costituente nella valutazione delle presenza dell'osso nasale, nella misura dell'angolo facciale, nella valutazione dei flussi sanguigni nel dotto venoso di Aranzio e nella valvola cardiaca tricuspide.